# Saint-Julien-Innocence-Eulalie
Saint-Julien-Innocence-Eulalie – gmina we Francji, w regionie Nowa Akwitania, w departamencie Dordogne. W 2013 roku liczba ludności wynosiła 289 mieszkańców. 
Gmina została utworzona 1 stycznia 2019 roku z połączenia trzech ówczesnych gmin: Sainte-Eulalie-d'Eymet, Sainte-Innocence oraz Saint-Julien-d'Eymet. Siedzibą gminy została miejscowość Sainte-Innocence. 